# Faculdade Ceres de Medicina
A Faculdade Ceres de Medicina, FACERES, também conhecida como Faculdade de Medicina de São José do Rio Preto, teve suas origens no Instituto Superior de Educação Ceres (ISE CERES) e foi oficialmente autorizada em 27 de outubro de 2005. Localizada em São José do Rio Preto, considerada a 3ª melhor cidade para se viver no Brasil em 2021, a FACERES é mantida pela Anbar Ensino Técnico e Superior Ltda.
Desde sua fundação, a FACERES tem passado por diversas etapas de crescimento e desenvolvimento:
- A FACERES tem recebido reconhecimento nacional e internacional, com certificações como o Selo de Qualidade do Sistema de Acreditação de Escolas Médicas (SAEME)[3] e o ISO 9001.